# Сокіл (регбійний клуб, Львів)
«Сокіл» — український регбійний клуб зі  Львова, заснований у 1977 році. Неодноразовий призер чемпіонату України.

## Досягнення
Чемпіонат України:
- Срібний призер — 1979, 1982, 1983, 1984, 1986
- Бронзовий призер — 1980, 1981, 1985, 1987, 1991, 1992, 2009, 2011, 2012, 2014, 2018